# Richard Waring
Richard Waring, all'anagrafe Richard Stephens (Chalfont St Peter, 27 maggio 1911 – New York, 18 gennaio 1993) è stato un attore britannico con cittadinanza statunitense.

## Biografia
Richard Stephens nacque nel Buckinghamshire, figlio di Evelyn M. Stephens e Thomas E. Stephens, il pittore che realizzò il ritratto ufficiale di Dwight D. Eisenhower. Fece il suo debutto sulle scene nel 1931 a New York, recitando in ruoli minori in Romeo e Giulietta, Camille e Cradle Song. Nel 1937 ottenne la cittadinanza statunitense e cambiò e adotto il nome d'arte di "Richard Waring". 
Nel 1940 recitò accanto ad Ethel Barrymore nella prima de Il grano è verde a Broadway, riscuotendo un ottimo successo. Dopo essere stato scritturato per l'adattamento cinematografico della pièce con Bette Davis, Waring dovette rinunciare al progetto dopo essersi arruolato con lo scoppio della seconda guerra mondiale. Prolifico attore teatreale, recitò in numerose opere shakespeariane a Broadway e nel resto degli Stati Uniti, tra cui Il mercante di Venezia, Molto rumore per nulla e Sogno di una notte di mezza estate, tutti e tre accanto a Katharine Hepburn.
Nel 1934 sposò l'attrice Florida Friebus; la coppia ebbe un figlio che morì durante l'infanzia e divorziò nel 1952. Waring morì nel Bronx nel 1993, stroncato da un infarto a 81 anni.

## Filmografia parziale
- The Perfect Gentleman, regia di Tim Whelan (1935)
- La signora Skeffington (Mr. Skeffington), regia di Vincent Sherman (1944)

## Doppiatori italiani
- Giulio Panicali ne La signora Skeffington